# Северомуйск
Северому́йск (эвенк. Долбор Муя) — посёлок городского типа в Муйском районе Бурятии. Образует городское поселение «Северомуйское».
Население — 870 чел. (2025).

## География
Расположен на Байкало-Амурской магистрали и автодороге Северобайкальск — Новый Уоян — Таксимо, в 90 км к западу от районного центра, посёлка Таксимо, на левом берегу реки Муякан, при впадении в неё реки Ангаракан-Муяканской.
В границах городского поселения находятся железнодорожные станции Окусикан (в 1 км от восточного портала Северомуйского тоннеля) и Казанкан. Одноимённая станция Северомуйск расположена восточнее, в 7 километрах от центра посёлка. На станции Окусикан останавливаются все пассажирские поезда.

## История
История будущего посёлка Северомуйск началась 25 марта 1975 года, когда бригада лесорубов С. А. Квасникова преодолела на вездеходе перевал и пробилась на восточную сторону Северо-Муйского хребта. В составе бригады были: С. А. Квасников, Г. П. Чебанов, В. Н. Васильев, Н. П. Бардышев, П. И. Загоруйко, А. М. Чумак, А. А. Лазукин, Э. И. Шпильман, Г. Г. Кузьмин, С. А, Пилипков, В. В. Артемьев, Ю. А. Васильев. Они поставили палатки на горячих источниках, впадающих в речку Окусикан. На плоскогорье, недалеко от палаток, расчистили снег, уложили брёвна для вертолётной площадки и начали принимать грузы из Нижнеангарска. Так было положено начало созданию участка № 4 Тоннельного отряда № 11. Гусеничный вездеход ГТ-Т, первым пробившийся через перевал, по предложению энергетика и парторга участка А. И. Подзарея был установлен на въезде в посёлок, как раньше устанавливали знаменитые «тридцатьчетвёрки».
Посёлок основан 22 апреля 1976 года как железнодорожная станция БАМа. К западу от Северомуйска в 1977—2003 годах велось строительство крупнейшего в России Северомуйского тоннеля. Название «Северомуйск» было предложено С. А. Смирновым, победителем конкурса на лучшее название посёлка, проведённого общественными организациями.
Первый ребёнок на восточном портале (то есть первый коренной северомуец) родился в семье Куницких. В августе 1976 года тоннелестроителей в Северомуйске посетили начальник ГлавБамСтроя К. В. Мохортов и космонавт В. И. Севастьянов.
Статус рабочего посёлка — с 4 апреля 1977 года. 7 ноября того же года, в день 60-й годовщины Октябрьской революции, бригадой Валерия Прокушева из Тоннельного отряда № 11 по эскизу народного художника РСФСР, «Почётного проходчика отряда» А. А. Яковлева было установлено кольцо «Северомуйск» из тюбингов по подобию кольца, сооружаемого при строительстве тоннеля. Инициатива создания стелы, обозначающей посёлок, также принадлежит А. И. Подзарею, который в это время был заместителем председателя Поселкового совета.
Расцвет Северомуйска приходится на 1984—1990 годы. В это время в посёлке проживало около 12 тыс. жителей со средним возрастом 30 лет, представители 43 национальностей СССР.
20 июля 1989 года рабочий посёлок Таксимо Баунтовского района и рабочие посёлки Тоннельный и Северомуйск Северо-Байкальского района были переданы во вновь образованный Муйский район.

## Население
| 1979  | 1989  | 2002  | 2009  | 2010  | 2011  |
| ----- | ----- | ----- | ----- | ----- | ----- |
| 3599  | ↗9685 | ↘4035 | ↘3297 | ↘2198 | ↘2166 |
| 2012  | 2013  | 2014  | 2015  | 2016  | 2017  |
| ↘1992 | ↘1685 | ↘1311 | ↘1130 | ↘992  | ↘888  |
| 2018  | 2019  | 2020  | 2021  | 2023  | 2024  |
| ↘802  | ↘764  | ↘683  | ↗923  | ↘888  | ↗890  |
| 2025  |       |       |       |       |       |
| ↘870  |       |       |       |       |       |

## Экономика
В Северомуйске работают предприятия железнодорожного транспорта.

## Культура
В посёлке есть социально-культурный комплекс «Тоннельщик», имеются две библиотеки: детская и взрослая. Функционируют средняя школа, школа искусств, спортивно-оздоровительный комплекс «Жемчужина» с бассейном и тренажёрными залами, который работает только в летний период.
В Северомуйске издаётся литературный журнал «Северо-Муйские огни», в котором, помимо бурятских авторов, публикуются литераторы со всей России, стран СНГ и дальнего зарубежья.